# Waise (Verslehre)
Als Waise, Waisenzeile oder auch Reimwaise wird in der Verslehre ein reimloser Vers in einer Folge gereimter Verse bezeichnet. Im Reimschema wird dieser häufig mit x oder w notiert. Der Begriff stammt aus der Terminologie des frühneuhochdeutschen Meistersangs.
Waisen finden sich vor allem in dreizeiligen Strophenformen, die dann als Waisenterzine bezeichnet werden. Beispiele sind die letzte Strophe  einer Folge von Terzinenstrophen, das Ritornell und der Schluss der mittelhochdeutschen Kanzonenstrophe.
Als Beispiel die erste Strophe eines Gedichts von Joseph Victor von Scheffel aus dem Allgemeinen Deutschen Kommersbuch mit dem Reimschema [aabbx]:
Als die Römer frech geworden,

zogen sie nach Deutschlands Norden.

Vorne mit Trompetenschall

ritt der Generalfeldmarschall,

Herr Quinctilius Varus.